# Wadąg (Fluss)
Der Wadąg, deutsch Wadangfluss, ist ein Fluss von zehn Kilometer Länge, der dem See Wadąg entspringt und in der Alle mündet. Am rechten Ufer des Flusses wurde im Jahr 1337 das Dorf Wadang begründet.